# Josimar Rodrigues Souza Roberto
Josimar Rodrigues Souza Roberto (nacido el 16 de agosto de 1987) es un futbolista brasileño que se desempeña como delantero.
Jugó para clubes como el Ipatinga, Ventforet Kofu, Ehime FC, Tokyo Verdy, Al-Fateh, Army United, Port, CSA y PTT Rayong.

## Trayectoria

### Clubes
| Club           | País           | Año         |
| -------------- | -------------- | ----------- |
| Ipatinga       | Brasil         | 2006        |
| Ventforet Kofu | Japón          | 2006 - 2008 |
| Ehime FC       | Japón          | 2007        |
| Ehime FC       | Japón          | 2009 - 2011 |
| Tokyo Verdy    | Japón          | 2012        |
| Lajeadense     | Brasil         | 2013        |
| Al-Fateh       | Arabia Saudita | 2014 - 2015 |
| Army United    | Tailandia      | 2016        |
| Port           | Tailandia      | 2017        |
| CSA            | Brasil         | 2018        |
| PTT Rayong     | Tailandia      | 2018        |